# صالح العبدولي

## الرئيس التنفيذي لشركة «مجموعة اتصالات»
يشغل المهندس صالح عبد الله العبدولي منصب الرئيس التنفيذي لشركة «مجموعة اتصالات»، ونائب رئيس مجلس الإدارة ورئيس اللجنة التنفيذية لشركة «اتصالات مصر»، ورئيس مجلس إدارة كل من شركة «اتصالات للخدمات القابضة» وشركة «الثريا للاتصالات» وعضو مجلس إدارة شركة «موبايلي» 

## التحصيل العلمي
يعتبر صالح العبدولي من أوائل المهندسين الإماراتيين المتخصصين الذين حصلوا على درجة الماجسـتير في تقنية الاتصالات في عام 1992 من جامعة «كولورادو» الأمريكية بتقدير امتياز وذلك بعد حصوله على درجة البكالوريوس في الهندسة الكهربائية من الجامعة نفسها.

## المسيرة المهنية
يمتلك المهندس صالح العبدولي مسيرة مهنية حافلة تمتد لأكثر من 25 عاماً في قطاع الاتصالات. وبدأ مسيرته في «اتصالات الإمارات» في عام 1992 كمهندس تخطيط أنظمة الاتصالات المتنقلة، وتدرج في سلمها الوظيفي حتى تولى إدارة عمليات شبكة الهاتف المتحرك ليكون بعدها مديراً عاماً لإدارة تطوير الشبكات كافة بالشركة، تلك الدائرة المنوطة بها آنذاك تخطيط وتصميم وصيانة شبكات الهاتف المتحرك والتطبيقات والخدمات اللاسلكية والراديو، إلى جانب الشبكات الثابتة والقنوات الدولية والكابلات النحاسية والألياف البصرية. وأصبح في عام 2001 المدير الهندسي لأنظمة المحمول والمسؤول عن تصميم وإطلاق شبكة الجيل الثالث الأولى في الإمارات والشرق الأوسط وإفريقيا والخامسة على مستوى العالم، وذلك في ديسمبر من عام 2003. وتمكن العبدولي من تعزيز إنجازاته بنجاح آخر تمثل بقيادة الفرق الفنية المشرفة على بناء وتصميم شبكات «اتصالات» في أسواق أخرى مهمة مثل السعودية ومصر.

### الرئيس التنفيذي- «اتصالات مصر» (2007-2012)
في عام 2006، وقع اختيار الإدارة العليا في «اتصالات» على صالح العبدولي لتأسيس شركة «اتصالات مصر»، حيث تمكنت الشركة الناشئة حينها رغم الصعوبات أن تقلب التوقعات وتثبت أقدامها بقوة في سوق يعد من أقوى وأصعب أسواق الاتصالات في المنطقة، ونتيجة ذلك أصبحت من أنجح شركات الهاتف المتحرك التي دخلت السوق كمشغل ثالث على مستوى أسواق الاتصالات عالمياً. وقد تمكنت «اتصالات مصر» تحت قيادته وخلال وقت قياسي من تغيير معالم سوق الاتصالات المصري وتقديم أحدث ما وصلت اليه تكنولوجيا الهاتف المتحرك، فكانت أول شركة تؤسس شبكتها بتكنولوجيا الجيل الثالث المتطور للهاتف المتحرك 3.75G خلال سبعة أشهر من تأسيس الشركة، وأول شركة تقدم خدمات الإنترنت فائق السرعة في مصر، مما أهلها للريادة في سوق الهاتف المتحرك المصري، محققة أعلى معدلات النمو. وكانت النتيجة فوز المهندس صالح العبدولي بجائزة أفضل رئيس تنفيذي للشركات العاملة في مجال الاتصالات على مستوى منطقة الشرق الأوسط وإفريقيا، وفوز الشركة بلقب أفضل شركة للهاتف المتحرك في الشرق الأوسط وإفريقيا، ولقب أفضل شركة تقدم خدمات النطاق العريض (البرودباند) في السوق المصري.

### الرئيس التنفيذي- «اتصالات الإمارات» (2012-2016)
مع احتدام المنافسة في السوق الإماراتية، عاد العبدولي في عام 2012 إلى الإمارات حيث ارتأت الإدارة العليا في «اتصالات» ضرورة وجود المهندس صالح العبدولي لإدارة دفة القيادة في السوق الأهم بالنسبة لها. ومنذ تعيينه في منصب الرئيس التنفيذي لشركة «اتصالات الإمارات»، قام بتنفيذ العديد من الإجراءات السريعة التي عززت موقع «اتصالات» الريادي في قطاع الاتصالات المحلي، وخلال عامين من توليه الإدارة في «اتصالات الإمارات»، حققت الشركة تطوراً متسارعاً علي الصعيد المالي والتسويقي والتقني وفي مجال البنى التحتية، وساهمت هذه الجهود في استحواذ دولة الإمارات على المركز الأول عالمياً في نسبة نفاذ شبكات الألياف الضوئية للعامين 2013 و2014 كما ساهمت في تصنيف المهندس صالح العبدولي في المركز الثاني ضمن تصنيف فوربس الشرق الأوسط لاقوى 50 قيادياً تنفيذياً بالشركات العربية المدرجة بقائمة (GLOBAL 2000) ممن يديرون دفة عمليات تلك الشركات في البلاد التي تنتمي لها تلك المؤسسات لعام 2015. وقد وصلت تغطية شبكة «اتصالات» للجيل الرابع 4G/LTE في عهد المهندس صالح العبدولي إلى نحو 93% من المناطق المأهولة بالسكان مع توفير سرعات اتصال تصل إلى 300 ميجابت في الثانية. كما باتت شبكتها الواسعة للألياف الضوئية الواصلة إلى المنازل (FTTH) تغطي اليوم 86.4% من المناطق المأهولة في الدولة مع توفير سرعات اتصال تصل إلى 500 ميجابت في الثانية.

### الرئيس التنفيذي- «مجموعة اتصالات» (2016- 2020)
بتاريخ 27 مارس 2016، قرر مجلس إدارة شركة مجموعة الإمارات للاتصالات «مجموعة اتصالات» تعيين المهندس العبدولي رئيساً تنفيذياً للمجموعة لقيادة عمليات المجموعة في الأسواق الدولية إلى جانب السوق المحلى الإماراتي.